# Chrysosoma patellifer
Chrysosoma patellifer är en tvåvingeart som först beskrevs av Thomson 1869.  Chrysosoma patellifer ingår i släktet Chrysosoma och familjen styltflugor. Inga underarter finns listade i Catalogue of Life.